# Parafia św. Bartłomieja Apostoła w Strzyżowicach
Parafia pw. św Bartłomieja Apostoła w Strzyżowicach – parafia rzymskokatolicka znajdująca się w Strzyżowicach, w diecezji sandomierskiej, jedna z 24 parafii tworząca dekanat Opatów.

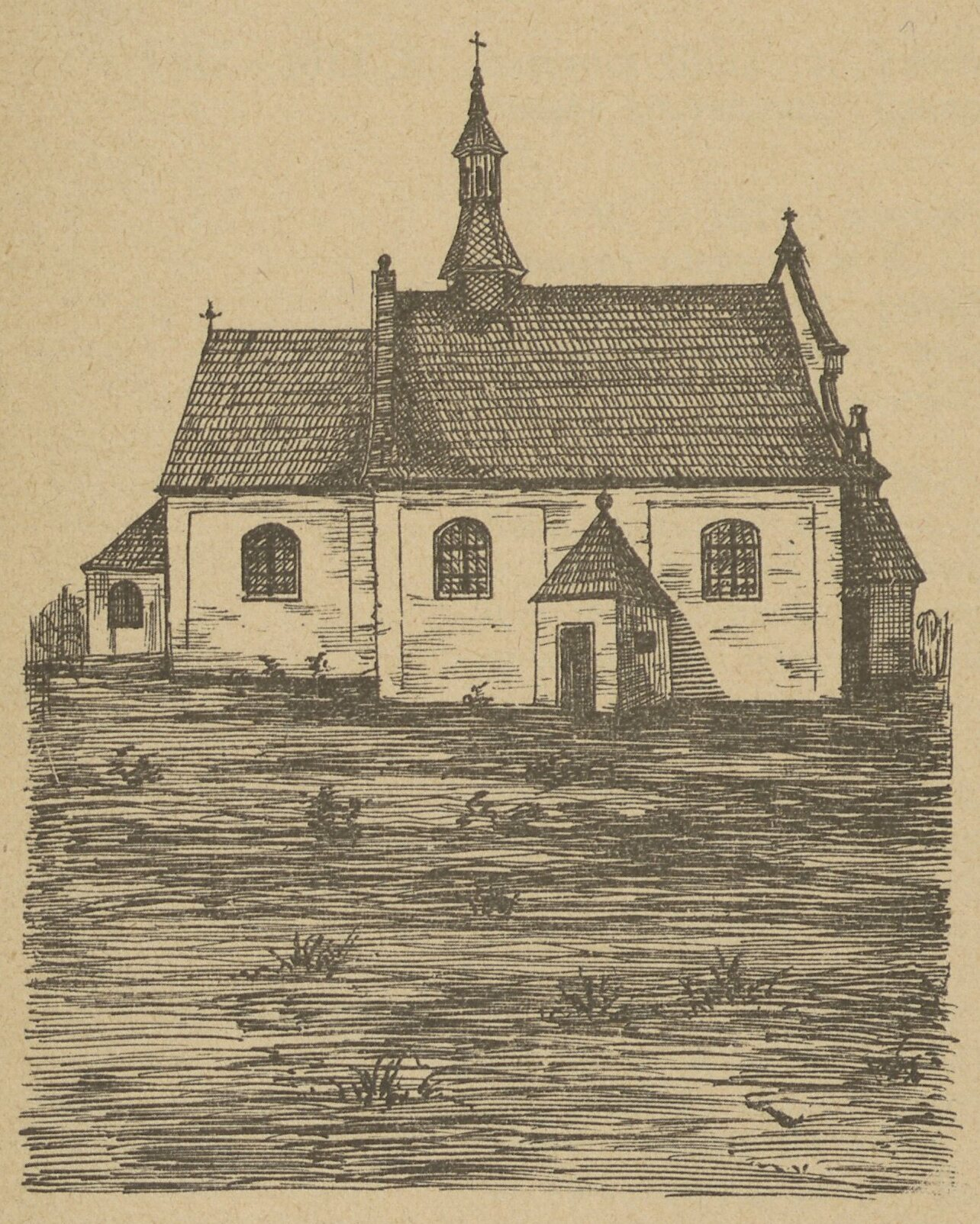
Kościół przed 1907

Kościół parafialny pw. św. Bartłomieja Apostoła został ufundowany i wybudowany przez Feliciannę Reklewską, podstolinę sandomierską, w 1783. W 1944, z powodu działań wojennych, świątynia została zniszczona. Kościół odbudowano staraniem ks. Bolesława Kasińskiego w latach 1946–1954.
Do parafii należy również Kaplica pw. Niepokalanego Serca Maryi w Kobylanach.
Działa: kółko różańcowe, schola, Koło Adoracyjno-Modlitewne Jezusa Miłosiernego, Liturgiczna Służna Ołtarza, Stowarzyszenie Wincentyńskiej Młodzieży Maryjnej.

## Zasięg parafii
Do parafii należą wierni z miejscowości: Jagnin, Kobylany, Kobylanki, Kochów, Strzyżowice i Ublinek.